# Valdeverdeja
Valdeverdeja és un municipi de la província de Toledo, a la comunitat autònoma de Castella la Manxa.